# Hugues II de Bouville
Hugues II de Bouville (1240 - 18 de agosto de 1304), fue señor de Bouville, Farcheville, Milly en Gâtinois, de Boisses y de otros lugares. 

## Biografía
Hijo de Juan III de Bouville, descendiente de la familia de Harcourt, nacido hacia 1185, ocupó siempre un rango distinguido en la corte del rey Felipe IV de Francia siendo uno de sus Caballeros y Chambelanes. Ocupó también el cargo de Almiral de Francia y fue honrado por Alberto I de Habsburgo, rey de las romanos, haciéndole miembro de su orden de caballería. 
En 1304, el rey Felipe IV de Francia desea reparar los desastres de la Batalla de Courtrai, también conocido como "Batalla de las espuelas de oro", ganada por los flamencos el 11 de julio de 1302. El rey convocó a sus tropas en mayo , en las llanuras de Artois, y entre los señores de la "Ile de Francia", se incluye Hugues II de Bouville, Señor de Milly, según el manuscrito de Jean Croissant, secretario de Felipe IV de Francia. En esta campaña, encontrará la muerte en la Batalla de Mons-en-Pévèle, el 18 de agosto de 1304.
Hugues II había adquirido de su hermano Jean, el señorío de Farcheville cerca de Bouville, donde se construirá un castillo de llanura en 1291. También hizo construir una capilla ricamente dotada, reservándose para sí y sus herederos el nombramiento de capellán, acorde al documento realizado por Etienne Bécard, arzobispo de Sens , otorgando la concesión de una capilla a Hugues II de Bouville, en el escrito titulado "Pro Hugone de Bovilla" en marzo de 1304,según se recoge en "Les Antiquitez de la Ville et du Duché d’Estampes, pp. 609-610", publicada en 1683. En 1292, Hugues II, vende a los orden de los Templarios la "Maison de la Couldre" en Bonneval , así como las tierras, viñedos y los derechos de señorío por la suma de dos mil libras de París. 
Debido a sus múltiples servicios a la corona de Francia recibirá del rey Felipe IV de Francia 
múltiples regalos. Así en 1286, Felipe le da la fortaleza de Milly. Las cartas de patentes hacen referencia a esta donación que se hizo para recompensar su buen y fiel servicio y la remuneración de la restitución que había hecho el dominio real de treinta y siete medios de avena, que el rey tomaba cada año en su granero Gonesse. La donación de Felipe el Hermoso incluye muchas cosas, en primer lugar sobre el terreno de Milly con los derechos del censo, la ubicación, la fortificación para la destilación, el molino, el castillo del parque forestal con sus dependencias, la fortaleza de Mondeville y la transmisión de derechos de justicia en los feudos. 
A sus servicio entró como escudero Enguerrand de Marigny que alcanzará una notable posición dentro de la política desarrollada por Felipe IV de Francia.
A su muerte le sucederá como chambelán su hijo Jean IV de Bouville, y después de este ocupará el cargo su otro hijo Hugues III de Bouville.